# Банана (ДР Конго)
Банана́ (фр. Banana) — небольшой город и морской порт в провинции Центральное Конго Демократической Республики Конго.

## География
Порт расположен на северном берегу устья реки Конго и отделён от океана косой длиной 3 км и шириной от 100 до 400 м. К северо-западу от порта находится город Муанда, к которому вдоль берега проложена дорога. Железной дороги в Банана нет, ближайший аэропорт расположен в Муанде.

## Порт
Порт Банана состоит из основного причала длиной 75 м и глубиной 5,18 м с двумя небольшими кранами для обработки грузов и нескольких небольших причалов. В 4 км от порта вверх по реке находится нефтяной терминал, к которому имеется отдельная подъездная дорога.

## История
Город был основан в XIX веке в качестве порта, который в основном использовался для работорговли. В 1879 году в Банана прибыла экспедиция Генри Мортона Стэнли, финансируемая королём Бельгии Леопольдом II. После Берлинской конференции (1884) европейские государства признали бассейн реки Конго за бельгийцами, и на церемонии, состоявшейся в Банана в 1885 году, король объявил о создании Свободного государства Конго, что положило начало периоду европейской колонизации Африки. Банана была главной военно-морской базой Бельгийского Конго до провозглашения независимости в 1960 году.
В 2009 году в порту Банана было задержано судно «Риони», среди экипажа было 10 граждан Украины. Морякам не позволяли сойти на берег. В результате скончался один из членов экипажа. Моряки смогли вернуться на родину только через 9 месяцев.
Судно затоплено вблизи берега, частично разграблено.